# Alan Mowbray
Alan Mowbray, właściwie Alfred Ernest Allen (ur. 18 sierpnia 1896 w Londynie, zm. 25 marca 1969 w Hollywood) – angielski aktor, który odniósł sukces w Hollywood.

## Życiorys
Brał udział w I wojnie światowej. Zadebiutował w filmie w 1931. Zagrał w ok. 140 filmach i grał małe role w telewizyjnym serialu The Adventures of Colonel Flack. Wystąpił m.in. w Lady Hamilton (1941) u boku Vivien Leigh i Laurence'a Oliviera.
Zmarł na atak serca. Został pochowany na Holy Cross Cemetery w Culver City.

## Wybrana filmografia
- 1931: Alexander Hamilton – George Washington
- 1933: Studium w szkarłacie – Inspektor Lestrade
- 1934: Dom Rotszyldów – Klemens von Metternich
- 1934: Dziewczyna z Missouri – lord Douglas
- 1935: Becky Sharp – Rawdon Crawley
- 1936: Pokusa – doktor Maurice Pauquet
- 1936: Mój pan mąż – Tommy Gray
- 1937: Niewidzialne małżeństwo – Wilkins
- 1937: Wytworny świat – Henry Morgan
- 1937: Merrily We Live – lokaj
- 1938: Przygoda we dwoje – Pennypepper E. Pennypepper
- 1941: Lady Hamilton – sir William Hamilton
- 1943: Slightly Dangerous – angielski gentleman
- 1943: Stage Door Canteen – on sam
- 1945: The Phantom of 42nd Street – Cecil Moore
- 1946: Sherlock Holmes: Pociąg do Edynburga – major Duncan-Bleek/pułkownik Sebastian Moran
- 1946: Miasto bezprawia – Granville Thorndyke
- 1947: Szpada Kastylii – prof. Botello – astrolog
- 1948: Każda dziewczyna powinna wyjść za mąż – pan Spitzer
- 1949: Abbott i Costello spotykają mordercę – Melton
- 1956: Człowiek, który wiedział za dużo – Val Parnell
- 1956: Król i ja – sir John Hay
- 1956: W 80 dni dookoła świata –  brytyjski konsul w Suezie